# فيرجيل أ. ريتشارد

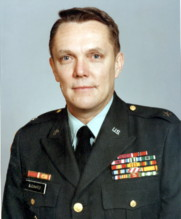
فيرجيل أ. ريتشارد

فيرجيل أ. ريتشارد (بالإنجليزية: Virgil A. Richard) هو ضابط أمريكي، ولد في 4 سبتمبر 1937، وتوفي في 11 سبتمبر 2013.